# عابد البلادي
عابد حمد البلادي الحربي (1948-)، مطرب شعبي سعودي.

## حياته
ولد في قرية أم العيال بوادي الفرع، انتقل ذهب إلى المدينة وبدأ مشواره الفني في سنة 1970م، غنى العديد من الأغاني الشعبية ذات الأثر وسجل 250 أغنية في إذاعة جدة و 38 أغنية في تليفزيون جدة وتليفزيون الرياض، سجل أول ألبوم رسمي في روتانا وبعد ذلك اتجه الى شركة المنصور وأخيرا إلى صوت الجزيرة.
كانت بداياته مع الفنان عبد العزيز شحاتة والفنان محمد النشار والفنان احمد شيخ في المدينة المنورة. شارك في مهرجان الجنادرية، مهرجان الباسل بسوريا لمدة أربع سنوات مهرجان المحبة بمصر، وعدة مهرجانات باليمن والقاهرة والكويت وتونس ومهرجان العريش بالقاهرة ومهرجان صوت الريان بدولة قطر وغيرها، له العديد من الأمسيات الشعرية في المناسبات الرسمية والأفراح، وعمره الفني أكثر من 60 عاماً، له عدة مشاركات مع شعراء المحاورة.
عمل ديتو مع الفنانة اليمنية أمل كعدل والفنانه المصرية عزة مسعود، وتعاون مع الملحنين: الموسيقار طارق عبد الحكيم، الموسيقار محمد شفيق، أحمد شيخ، طلال باغر، محمد المغيص، الفنانة توحه وغيرهم ومع عدد كبير من الشعراء أبرزهم: الأمير محمد بن خالد، صالح الشادي، عبد العزيز الصعب، سامي الجمعان، سعود سالم، حبيب العازمي، مزيد الرهيف، الشاعر علي محمد القحطاني وغيرهم.

## المشاركات الفنية
- المشاركة في مهرجان الجنادرية
- مهرجان المحبة
- مهرجان صنعاء عاصمة الثقافة العربية 2004
- مهرجان العريش بالقاهرة
- مهرجان صوت الريان بدولة قطر.

## جوائز وتكريمات
- تكريم من مهرجان الرواد والمبدعين العرب في دورته الخامسة.[1]